# Communauté de communes du Premier Plateau
La communauté de communes du Premier Plateau est une ancienne communauté de communes française, située dans le département du Jura et la région Franche-Comté.

## Historique
En 1990 est créée l'Association intercommunale du Premier Plateau (ASSIPP). En 1993, elle se transforme en Syndicat intercommunal de développement et d'aménagement du Premier Plateau (SIDAPP). En 1996, la communauté de communes se substitue au SIDAPP.
Au 31 décembre 2012, cet EPCI perd l'ensemble de ses compétences. Ses communes membres sont alors réparties dans d'autres communautés de communes existantes (Communauté de communes des coteaux de la Haute Seille et communauté d'agglomération de Lons-le-Saunier) à la suite de la dissolution de l'intercommunalité.

## Composition
La communauté de communes regroupait 5 communes :
- Bonnefontaine
- Crançot
- La Marre
- Mirebel
- Verges

## Compétences
- Programme globaux de développement et d'aménagement
- Élaboration d'un schéma directeur d'assainissement (dont service public d'assainissement non collectif intercommunal)
- Valorisation de l'environnement
- Développement touristique
- Équipements culturels et sportifs d'intérêt communautaire
- Politique de logement social d'intérêt communautaire
- Cadre de vie
- Voirie
- Service public d'élimination et de valorisation des déchets des ménages et déchets assimilés.